# VeggieWorld
Le VeggieWorld est un salon dédié au mode de vie végan, organisé dans de nombreuses villes européennes.

## Éditions
- en Allemagne,  Düsseldorf[1], Berlin[2], Francfort[3], Hambourg[2], Munich[4] et Wiesbaden[3] ;
- en Belgique,  Bruxelles[5] ;
- au Danemark,  Copenhague[6] ;
- en Espagne,  Madrid[6] ;
- en France,  Paris[7], Lyon[8], Lille[2] et Marseille[2] ;
- aux Pays-Bas,  Utrecht[6] ;
- en Suisse,  Zurich[6].

## Historique

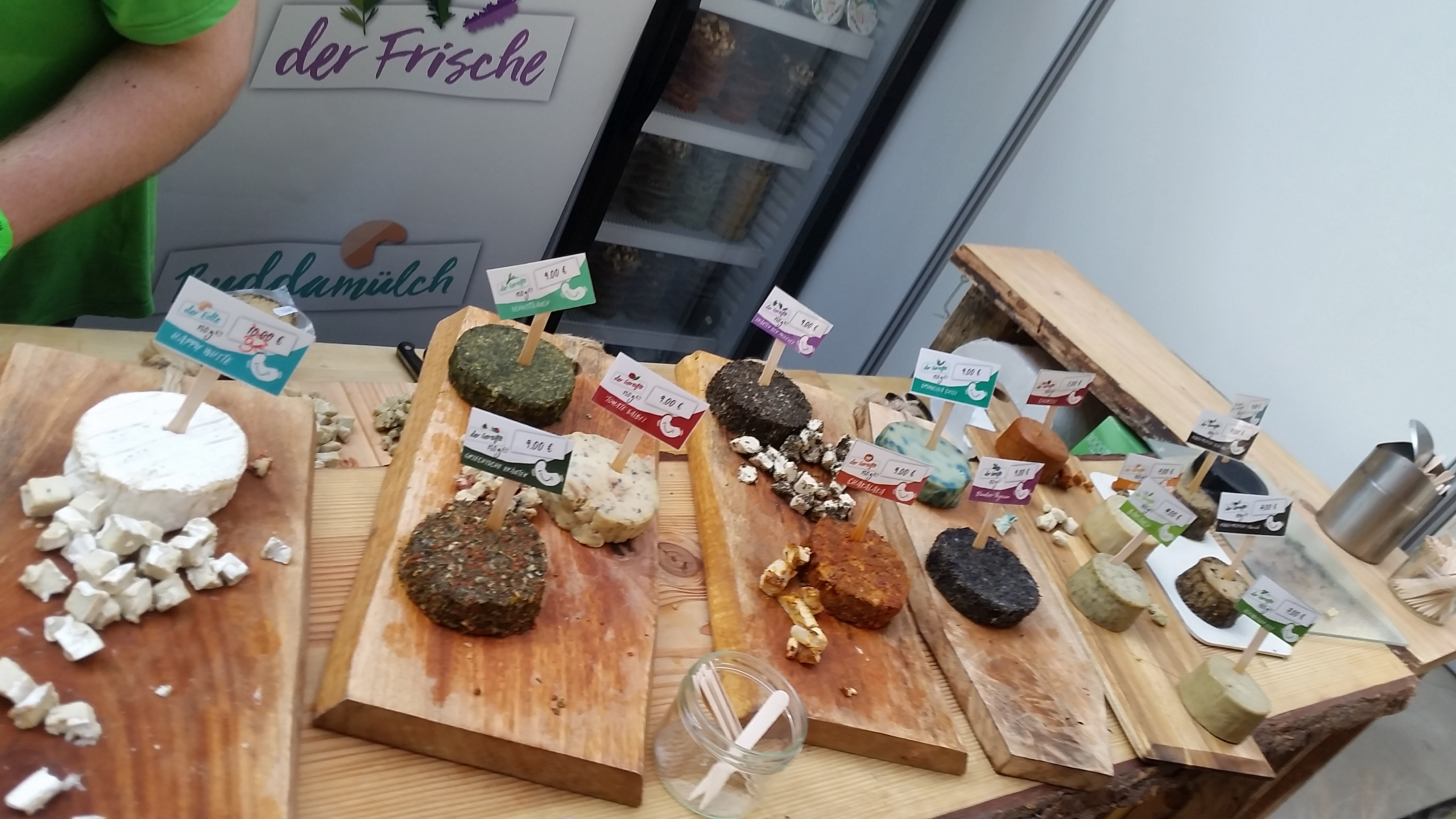
Dégustation de fromages végétaux sur un stand du VeggieWorld Paris, en octobre 2018

La première édition du VeggieWorld s'est tenue en 2011 à Wiesbaden en Allemagne; elle comprenait 21 exposants. 
Chaque année, le VeggieWorld accueille plus de 60 000 visiteurs en Europe.